# Richard Jenkins
Richard Dale Jenkins (n. 4 mai 1947, DeKalb⁠(d), Illinois, SUA) este un actor american.

## Filmografie

### Film
| Titlu                         | An   | Rol                                        | Regizor                        | Note |
| ----------------------------- | ---- | ------------------------------------------ | ------------------------------ | --- |
| Silverado                     | 1985 | Kelly                                      | Lawrence Kasdan                | |
| Hannah and Her Sisters        | 1986 | Dr. Wilkes                                 | Woody Allen                    | |
| The Manhattan Project         | 1986 | Radiation Controls Officer, Medatomics Lab | Marshall Brickman              | |
| On Valentine's Day            | 1986 | Bobby Pate                                 | Ken Harrison                   | |
| Rachel River                  | 1987 | Cordell                                    | Sandy Smolan                   | |
| The Witches of Eastwick       | 1987 | Clyde Alden                                | George Miller                  | |
| Courtship                     | 1987 | Bobby Pate                                 | Howard Cummings                | |
| Little Nikita                 | 1988 | Richard Grant                              | Richard Benjamin               | |
| Stealing Home                 | 1988 | Hank Chandler                              | Steven Kampmann William Porter | |
| Sea of Love                   | 1989 | Detective Gruber                           | Harold Becker                  | |
| Blaze                         | 1989 | Picayune                                   | Ron Shelton                    | |
| How I Got into College        | 1989 | Bill Browne                                | Savage Steve Holland           | |
| Blue Steel                    | 1990 | Attorney Mel Dawson                        | Kathryn Bigelow                | |
| Undercover Blues              | 1993 | Frank                                      | Herbert Ross                   | |
| It Could Happen to You        | 1994 | C. Vernon Hale                             | Andrew Bergman                 | |
| Trapped in Paradise           | 1994 | Agent Shaddus Peyser                       | George Gallo                   | |
| Wolf                          | 1994 | Detectiv Bridger                           | Mike Nichols                   | |
| How to Make an American Quilt | 1995 | Howell Saunders                            | Jocelyn Moorhouse              | |
| The Indian in the Cupboard    | 1995 | Victor                                     | Frank Oz                       | |
| Flirting with Disaster        | 1996 | Paul Harmon                                | David O. Russell               | Nominalizare—Independent Spirit Award for Best Supporting Male |
| A Couch in New York           | 1996 | Campton                                    | Chantal Akerman                | |
| Eddie                         | 1996 | Carl Zimmer                                | Steve Rash                     | |
| Eye of God                    | 1997 | Willard Sprague                            | Tim Blake Nelson               | |
| Absolute Power                | 1997 | Michael McCarty                            | Clint Eastwood                 | |
| There's Something About Mary  | 1998 | Psychiatrist                               | Peter Farrelly Bobby Farrelly  | Nemenționat, cameo |
| The Impostors                 | 1998 | Johnny Leguard                             | Stanley Tucci                  | |
| Random Hearts                 | 1999 | Truman Trainor                             | Sydney Pollack                 | |
| Snow Falling on Cedars        | 1999 | Sheriff Art Moran                          | Scott Hicks                    | |
| The Mod Squad                 | 1999 | Det. Bob Mothershed                        | Scott Silver                   | |
| Outside Providence            | 1999 | Barney                                     | Michael Corrente               | |
| The Confession                | 1999 | Cass O'Donnell                             | David Hugh Jones               | |
| What Planet Are You From?     | 2000 | Don Fisk                                   | Mike Nichols                   | |
| Me, Myself & Irene            | 2000 | Agent Boshane                              | Peter Farrelly Bobby Farrelly  | |
| Say It Isn't So               | 2001 | Walter Wingfield                           | J.B. Rogers                    | |
| The Man Who Wasn't There      | 2001 | Walter Abundas                             | Joel Coen Ethan Coen           | |
| One Night at McCool's         | 2001 | Father Jimmy                               | Harald Zwart                   | |
| Stealing Harvard              | 2002 | Honorable Emmett Cook                      | Bruce McCulloch                | |
| Changing Lanes                | 2002 | Walter Arnell                              | Roger Michell                  | |
| Cheaper by the Dozen          | 2003 | Shake McGuire                              | Shawn Levy                     | |
| Intolerable Cruelty           | 2003 | Freddy Bender                              | Joel Ethan Coen                | |
| The Core                      | 2003 | General Thomas Purcell                     | Jon Amiel                      | |
| The Mudge Boy                 | 2003 | Edgar Mudge                                | Michael Burke                  | |
| Shall We Dance?               | 2004 | Devine                                     | Peter Chelsom                  | |
| I Heart Huckabees             | 2004 | Mr. Hooten                                 | David O. Russell               | Nemenționat, cameo |
| Fun with Dick and Jane        | 2005 | Frank Bascombe                             | Dean Parisot                   | |
| Rumor Has It…                 | 2005 | Earl Huttinger                             | Rob Reiner                     | |
| North Country                 | 2005 | Hank Aimes                                 | Niki Caro                      | |
| The Kingdom                   | 2007 | FBI Director Robert Grace                  | Peter Berg                     | |
| The Visitor                   | 2008 | Professor Walter Vale                      | Tom McCarthy                   | - Boston Society of Film Critics Award for Best Actor (3rd place) - Boston Society of Film Critics Award for Best Cast (2nd place) - Method Fest Independent Film Festival for Best Actor - Moscow International Film Festival for Best Actor - National Board of Review — Spotlight Award - San Diego Film Critics Society — Special Award - Santa Barbara International Film Festival — Virtuoso Award - Satellite Award for Best Actor – Motion Picture - Nominalizare—Academy Award for Best Actor - Nominalizare—Broadcast Film Critics Association Award for Best Actor - Nominalizare—Chicago Film Critics Association Award for Best Actor - Nominalizare—Dallas–Fort Worth Film Critics Association Award for Best Actor - Nominalizare—Gotham Independent Film Award for Best Ensemble Cast - Nominalizare—Independent Spirit Award for Best Male Lead - Nominalizare—Online Film Critics Society Award for Best Actor - Nominalizare—Screen Actors Guild Award for Outstanding Performance by a Male Actor in a Leading Role |
| The Broken                    | 2008 | John McVey                                 | Sean Ellis                     | |
| Step Brothers                 | 2008 | Dr. Robert Doback                          | Adam McKay                     | San Diego Film Critics Society — Special Award |
| Burn After Reading            | 2008 | Ted Treffon                                | Joel Coen Ethan Coen           | San Diego Film Critics Society — Special Award |
| The Tale of Despereaux        | 2008 | Principal                                  | Sam Fell Robert Stevenhagen    | Voice San Diego Film Critics Society — Special Award |
| Waiting for Forever           | 2009 | Richard Twist                              | James Keach                    | |
| happythankyoumoreplease       | 2010 | Paul Gertmanian                            | Josh Radnor                    | |
| Dear John                     | 2010 | Bill Tyree                                 | Lasse Hallström                | |
| Eat Pray Love                 | 2010 | Richard                                    | Ryan Murphy                    | |
| Norman                        | 2010 | Doug Long                                  | Jonathan Segal                 | Breckenridge Festival of Film for Best Ensemble Cast |
| Let Me In                     | 2010 | The Father                                 | Matt Reeves                    | Fangoria Chainsaw Awards for Best Supporting Actor |
| Friends with Benefits         | 2011 | Mr. Harper                                 | Will Gluck                     | |
| The Rum Diary                 | 2011 | Edward J. Lotterman                        | Bruce Robinson                 | |
| Hall Pass                     | 2011 | Coakley                                    | Peter Farrelly Bobby Farrelly  | |
| Liberal Arts                  | 2012 | Professor Peter Hoberg                     | Josh Radnor                    | |
| Darling Companion             | 2012 | Russell                                    | Lawrence Kasdan                | |
| The Cabin in the Woods        | 2012 | Gary Sitterson                             | Drew Goddard                   | |
| Killing Them Softly           | 2012 | Ron Fenwick, The Driver                    | Andrew Dominik                 | |
| Jack Reacher                  | 2012 | District Attorney Alex Rodin               | Christopher McQuarrie          | |
| The Company You Keep          | 2012 | Jed Lewis                                  | Robert Redford                 | |
| White House Down              | 2013 | Speaker Eli Raphelson                      | Roland Emmerich                | |
| Turbo                         | 2013 | Bobby                                      | David Soren                    | Voice |
| A.C.O.D.                      | 2013 | Hugh                                       | Stu Zicherman                  | |
| God's Pocket                  | 2014 | Richard Shelburn                           | John Slattery                  | |
| 4 Minute Mile                 | 2014 | Coach Coleman                              | Charles-Olivier Michaud        | |
| Lullaby                       | 2014 | Robert                                     | Andrew Levitas                 | |
| Bone Tomahawk                 | 2015 | Deputy Chicory                             | S. Craig Zahler                | Nominalizare—Independent Spirit Award for Best Supporting Male |
| Spotlight                     | 2015 | Richard Sipe                               | Tom McCarthy                   | Nemenționat, rol de voce cameo |
| The Hollars                   | 2016 | Don Hollar                                 | John Krasinski                 | |
| LBJ                           | 2016 | Senator Richard Russell                    | Rob Reiner                     | |
| Kong: Skull Island            | 2017 | Senator Al Willis                          | Jordan Vogt-Roberts            | |
| The Shape of Water            | 2017 | Giles                                      | Guillermo del Toro             | St. Louis Gateway Film Critics Association Award for Best Supporting Actor Online Film Critics Society Award for Best Supporting Actor (2nd place) Dallas–Fort Worth Film Critics Association Award for Best Actor (3rd place) Nominalizare—Academy Award for Best Supporting Actor Nominalizare—Austin Film Critics Association Award for Best Supporting Actor Nominalizare—Critics' Choice Movie Award for Best Supporting Actor Nominalizare—Detroit Film Critics Society Award for Best Supporting Actor Nominalizare—Golden Globe Award for Best Supporting Actor – Motion Picture Nominalizare—San Francisco Film Critics Circle Award for Best Supporting Actor Nominalizare—Houston Film Critics Society Award for Best Supporting Actor Nominalizare—Screen Actors Guild Award for Outstanding Performance by a Male Actor in a Supporting Role |
| Kajillionaire                 | 2020 | Robert Shepard                             | Miranda July                   | |
| The Last Shift                | 2020 | Stanley                                    | Andrew Cohn                    | |
| The Humans                    | 2021 | Erik Blake                                 | Stephen Karam                  | |
| Nightmare Alley               | 2021 | Ezra Grindle                               | Guillermo del Toro             | |

### Televiziune
| Titlu                                   | An        | Rol                           | Note |
| --------------------------------------- | --------- | ----------------------------- | --- |
| Great Performances                      | 1974-1975 | Warder / Șeriful              | 2 episoade |
| American Playhouse                      | 1984      | Nicholas Vazzana              | Episodul: "Concealed Enemies, Part I: Suspicion" |
| Spenser: For Hire                       | 1985      | 'Tex'                         | Episodul: "Internal Affairs" |
| Miami Vice                              | 1985-1989 | Goodman / DEA Agent Ed Waters | 2 episoade |
| The Little Sister                       | 1986      | Roger Davis                   | Film TV |
| In the Line of Duty: The F.B.I. Murders | 1988      | Detectiv Hamill               | Film TV |
| Out on the Edge                         | 1989      | Paul Evetts                   | Film TV |
| When You Remember Me                    | 1990      | Vaughan                       | Film TV |
| Challenger                              | 1990      | Gregory Jarvis                | Film TV |
| Against the Law                         | 1990      | Wexford                       | 2 episoade |
| Descending Angel                        | 1990      | Debaudt                       | Film TV |
| Doublecrossed                           | 1991      | Jim Donaldson                 | Film TV |
| Crossroads                              | 1992      | Jim Mundy                     | Episodul: "Pilot" |
| Alex Haley's Queen                      | 1993      | Mr. Benson                    | 2 episoade |
| And the Band Played On                  | 1993      | Dr. Marc Conant               | Film TV |
| The Boys Next Door                      | 1996      | Bob Klemper                   | Film TV |
| Into Thin Air: Death on Everest         | 1997      | Beck Weathers                 | Film TV |
| Ally McBeal                             | 2001      | Mr. Bo                        | Episodul: "Mr. Bo" |
| Six Feet Under                          | 2001–2005 | Nathaniel Fisher              | 21 episoade Nominalizare—Screen Actors Guild Award for Outstanding Performance by an Ensemble in a Drama Series |
| Sins of the Father                      | 2002      | Bobby Frank Cherry            | Film TV |
| Olive Kitteridge                        | 2014      | Henry Kitteridge              | 4 episoade Primetime Emmy Award for Outstanding Lead Actor in a Miniserie or Movie Nominalizare—Critics' Choice Television Award for Best Actor in a Movie/Miniserie Nominalizare—Satellite Award for Best Actor – Miniserie or Film TV Nominalizare—Screen Actors Guild Award for Outstanding Performance by a Male Actor in a Miniserie or Television Movie |
| Berlin Station                          | 2016–2019 | Steven Frost                  | 24 episoade |
| Comrade Detective                       | 2017      | Vlad Anghel (voice)           | Episodul: "No Exit" |